# Tricalysia lineariloba
Tricalysia lineariloba là một loài thực vật có hoa trong họ Thiến thảo. Loài này được Hutch. miêu tả khoa học đầu tiên năm 1924.